# Oscar 1992
A 64.ª cerimônia do Oscar ou Oscar 1992 (no original: 64th Academy Awards), apresentada pela Academia de Artes e Ciências Cinematográficas (AMPAS), homenageou os melhores filmes, atores e técnicos de 1991. Foi realizada em 30 de março de 1992, no Dorothy Chandler Pavilion, em Los Angeles, às 18h30min no horário local. Durante o evento, foram distribuídos os prêmios da Academia em vinte e três categorias, e a transmissão ao vivo foi realizada pela rede televisiva americana American Broadcasting Company (ABC), com produção de Gilbert Cates e direção de Jeff Margolis. O ator Billy Crystal foi o anfitrião da premiação pelo terceiro ano consecutivo. Três semanas antes, em uma cerimônia realizada no Century Plaza Hotel, em 7 de março, foi entregue o Oscar Científico ou Técnico sob apresentação de Tom Hanks.
The Silence of the Lambs venceu cinco categorias, incluindo a de Melhor Filme. Destacaram-se também Terminator 2: Judgment Day com quatro prêmios, Beauty and the Beast, Bugsy e JFK com dois, e City Slickers, Deadly Deception: General Electric, Nuclear Weapons and Our Environment, The Fisher King, In the Shadow of the Stars, Manipulation, Mediterraneo, Session Man e Thelma & Louise com uma vitória. A apresentação televisionada alcançou mais de 44 milhões de telespectadores nos Estados Unidos.

## Indicados e vencedores
Os indicados à 64.ª edição do Oscar foram anunciados em 19 de fevereiro de 1992, no Samuel Goldwyn Theater, em Beverly Hills, por Karl Malden, presidente da Academia, e pela atriz Kathleen Turner. Bugsy foi indicado a dez categorias; JFK veio em seguida com oito.
Os vencedores foram anunciados durante a cerimônia de premiação em 30 de março de 1992. The Silence of the Lambs, o grande vencedor, tornou-se o primeiro filme do gênero terror a ganhar a categoria de Melhor Filme e a primeira película a ser lançada em formado caseiro antes de ganhar o troféu. Além disso, foi o terceiro filme (sendo os outros dois It Happened One Night (1934) e One Flew Over the Cuckoo's Nest (1975) a ganhar todas as principais categorias, conhecidas como "Big Five": Melhor Filme, Melhor Diretor, Melhor Ator, Melhor Atriz e Melhor Roteiro Adaptado; permanece, então, como a obra mais recente a vencê-las. Beauty and the Beast tornou-se o primeiro filme de animação a ser indicado a Melhor Filme. A vitória de Jodie Foster à Melhor Atriz a converteu na décima primeira pessoa a ganhar a supracitada categoria duas vezes; e, com a idade de 29 anos, foi a segunda pessoa, depois de Luise Rainer, a ganhar dois Óscares antes dos trinta anos. Por seu trabalho em Boyz n the Hood, John Singleton tornou-se o primeiro afro-americano e a pessoa mais jovem a ser indicada à Melhor Direção. Nomeadas para Melhor Atriz Coadjuvante e Melhor Atriz, respectivamente, Diane Ladd e Laura Dern se tornaram a primeira mãe e filha nomeada no mesmo ano.

### Prêmios
Indica o vencedor dentro de cada categoria.
| Melhor Filme The Silence of the Lambs – Edward Saxon, Kenneth Utt e Ron Bozman - Beauty and the Beast – Don Hahn - Bugsy – Mark Johnson, Barry Levinson e Warren Beatty - JFK – A. Kitman Ho e Oliver Stone - The Prince of Tides – Barbra Streisand e Andrew S. Karsch | Melhor Diretor/Realizador Jonathan Demme – The Silence of the Lambs - John Singleton – Boyz n the Hood - Barry Levinson – Bugsy - Oliver Stone – JFK - Ridley Scott – Thelma & Louise |
| Melhor Ator/Actor (Principal) Anthony Hopkins – The Silence of the Lambs como Dr. Hannibal Lecter - Warren Beatty – Bugsy como Benjamin "Bugsy" Siegel - Robert De Niro – Cape Fear como Maximilian "Max" Cady - Nick Nolte – The Prince of Tides como Tom Wingo - Robin Williams – The Fisher King como Henry "Parry" Sagan | Melhor Atriz/Actriz (Principal) Jodie Foster – The Silence of the Lambs como Clarice Starling - Geena Davis – Thelma & Louise como Thelma Dickinson - Laura Dern – Rambling Rose como Rose - Bette Midler – For the Boys como Dixie Leonard - Susan Sarandon – Thelma & Louise como Louise Sawyer |
| Melhor Ator Coadjuvante/Secundário Jack Palance – City Slickers como Curly Washburn - Tommy Lee Jones – JFK como Clay Shaw - Harvey Keitel – Bugsy como Mickey Cohen - Ben Kingsley – Bugsy como Meyer Lansky - Michael Lerner – Barton Fink como Jack Lipnick | Melhor Atriz Coadjuvante/Secundária Mercedes Ruehl – The Fisher King como Anne Napolitano - Diane Ladd – Rambling Rose como Mãe Hillyer - Juliette Lewis – Cape Fear como Danielle Bowden - Kate Nelligan – The Prince of Tides como Lila Wingo Newbury - Jessica Tandy – Fried Green Tomatoes como Virginia "Ninny" Threadgoode |
| Melhor Roteiro/Argumento - Original Thelma & Louise – Callie Khouri - Boyz n the Hood – John Singleton - Bugsy – James Toback - The Fisher King – Richard LaGravenese - Grand Canyon – Lawrence Kasdan e Meg Kasdan | Melhor Roteiro/Argumento - Adaptado The Silence of the Lambs – Ted Tally por The Silence of the Lambs de Thomas Harris - Europa Europa – Agnieszka Holland por Solomon Perel (memórias) - Fried Green Tomatoes – Fannie Flagg e Carol Sobieski (nomeação póstuma) por Fried Green Tomatoes at the Whistle Stop Cafe de Fannie Flagg - JFK – Oliver Stone e Zachary Sklar por Crossfire: The Plot That Killed Kennedy de Jim Marrs e On the Trail of the Assassins de Jim Garrison - The Prince of Tides – Pat Conroy e Becky Johnston por The Prince of Tides de Pat Conroy |
| Melhor Filme Estrangeiro Mediterraneo (Itália) – Gabriele Salvatores - Börn náttúrunnar (Islândia) – Friðrik Þór Friðriksson - Obecná škola (Tchecoslováquia) – Jan Svěrák - Oxen (Suécia) – Sven Nykvist - Da hong deng long gao gao gua (Hong Kong) – Zhang Yimou | Melhor Documentário em Longa-metragem In the Shadow of the Stars – Allie Light e Irving Saraf - Death on the Job – Vince DiPersio e William Guttentag - Doing Time: Life Inside the Big House – Alan Raymond e Susan Raymond - The Restless Conscience – Hava Kohav Beller - Wild by Law – Lawrence Hott e Diane Garey |
| Melhor Documentário em Curta-metragem Deadly Deception: General Electric, Nuclear Weapons and Our Environment – Debra Chasnoff - Birdnesters of Thailand – Eric Valli e Alain Majani - A Little Vicious – Immy Humes - The Mark of the Maker – David McGowan - Memorial: Letters from American Soldiers – Bill Couturié e Bernard Edelman | Melhor Curta-metragem Session Man – Seth Winston e Rob Fried - Birch Street Gym – Stephen Kessler e Thomas R. Conroy - Last Breeze of Summer – David M. Massey |
| Melhor Animação em Curta-metragem Manipulation – Daniel Greaves - Blackfly – Christopher Hinton - Strings – Wendy Tilby | Melhor Trilha Sonora/Banda Sonora Original Beauty and the Beast – Alan Menken - Bugsy – Ennio Morricone - The Fisher King – George Fenton - JFK – John Williams - The Prince of Tides – James Newton Howard |
| Melhor Canção original "Beauty and the Beast" por Beauty and the Beast – Alan Menken e Howard Ashman (Oscar Póstumo) - "Be Our Guest" por Beauty and the Beast – Alan Menken e Howard Ashman (nomeação póstuma) - "Belle" por Beauty and the Beast – Alan Menken e Howard Ashman (nomeação póstuma) - "(Everything I Do) I Do It for You" por Robin Hood: Prince of Thieves – Michael Kamen, Bryan Adams e Robert John Lange - "When You're Alone" por Hook – John Williams e Leslie Bricusse | Melhor Mixagem/Mistura de Som Terminator 2: Judgment Day – Tom Johnson, Gary Rydstrom, Gary Summers e Lee Orloff - Backdraft – Gary Summers, Randy Thom, Gary Rydstrom e Glenn Williams - Beauty and the Beast – Terry Porter, Mel Metcalfe, David J. Hudson e Doc Kane - JFK – Michael Minkler, Gregg Landaker e Tod A. Maitland - The Silence of the Lambs – Tom Fleischman e Christopher Newman |
| Melhor Edição de Som Terminator 2: Judgment Day – Gary Rydstrom e Gloria S. Borders - Backdraft – Gary Rydstrom e Richard Hymns - Star Trek VI: The Undiscovered Country – George Watters II e F. Hudson Miller | Melhor Direção de Arte Bugsy – Dennis Gassner e Nancy Haigh - Barton Fink – Dennis Gassner e Nancy Haigh - The Fisher King – Mel Bourne e Cindy Carr - Hook – Norman Garwood e Garrett Lewis - The Prince of Tides – Paul Sylbert e Caryl Heller |
| Melhor Maquiagem/Caracterização Terminator 2: Judgment Day – Stan Winston e Jeff Dawn - Hook – Christina Smith, Monty Westmore e Greg Cannom - Star Trek VI: The Undiscovered Country – Michael M. Mills, Edward French e Richard Snell | Melhor Figurino/Guarda-Roupa Bugsy – Albert Wolsky - The Addams Family – Ruth Myers - Barton Fink – Richard Hornung - Hook – Anthony Powell - Madame Bovary – Corinne Jorry |
| Melhor Cinematografia/Fotografia JFK – Robert Richardson - Bugsy – Allen Daviau - The Prince of Tides – Stephen Goldblatt - Terminator 2: Judgment Day – Adam Greenberg - Thelma & Louise – Adrian Biddle | Melhor Edição/Montagem JFK – Pietro Scalia e Joe Hutshing - The Commitments – Gerry Hambling - The Silence of the Lambs – Craig McKay - Terminator 2: Judgment Day – Conrad Buff, Mark Goldblatt e Richard A. Harris - Thelma & Louise – Thom Noble |
| Melhores Efeitos Visuais Terminator 2: Judgment Day – Dennis Muren, Stan Winston, Gene Warren Jr. e Robert Skotak - Backdraft – Mikael Salomon, Allen Hall, Clay Pinney e Scott Farrar - Hook – Eric Brevig, Harley Jessup, Mark Sullivan e Michael Lantieri | |

### Prêmios honorários
- Satyajit Ray[15]

### Prêmio Irving G. Thalberg
- George Lucas[16]

### Filmes com mais prêmios e indicações
| Indicações | Filme                                  |
| ---------- | -------------------------------------- |
| 10         | Bugsy                                  |
| 8          | JFK                                    |
| 7          | The Prince of Tides                    |
| 7          | The Silence of the Lambs               |
| 6          | Beauty and the Beast                   |
| 6          | Terminator 2: Judgment Day             |
| 6          | Thelma & Louise                        |
| 5          | The Fisher King                        |
| 5          | Hook                                   |
| 3          | Backdraft                              |
| 3          | Barton Fink                            |
| 2          | Boyz n the Hood                        |
| 2          | Cape Fear                              |
| 2          | Fried Green Tomatoes                   |
| 2          | Rambling Rose                          |
| 2          | Star Trek VI: The Undiscovered Country |

| Vitórias | Filme                      |
| -------- | -------------------------- |
| 5        | The Silence of the Lambs   |
| 4        | Terminator 2: Judgment Day |
| 2        | Beauty and the Beast       |
| 2        | Bugsy                      |
| 2        | JFK                        |

## Apresentadores e performances
As seguintes personalidades apresentaram categorias ou realizaram números individuais:

### Apresentadores (em ordem de aparição)
| Nome(s)                            | Função |
| ---------------------------------- | --- |
| Les Marshak                        | Anunciou o início da cerimônia |
| Karl Malden                        | Deu boas-vindas aos convidados da cerimônia                                                                                                 |
| Whoopi Goldberg                    | Apresentou a categoria de melhor ator coadjuvante                                                                                           |
| Kathleen Turner                    | Apresentou o segmento do filme Bugsy |
| Rebecca De MornayChristopher Lloyd | Apresentaram a categoria de melhor maquiagem                                                                                                |
| Angela Lansbury                    | Introduziu a performance de "Belle" e "Be Our Guest"                                                                                        |
| Joe Pesci                          | Apresentou a categoria de melhor atriz coadjuvante                                                                                          |
| Annette Bening                     | Apresentou a categoria de melhor direção de arte                                                                                            |
| Steven Spielberg                   | Apresentou o Prêmio Irving G. Thalberg a George Lucas                                                                                       |
| Nicole Kidman                      | Introduziu a performance de "Everything I Do (I Do It For You)"                                                                             |
| Antonio BanderasSharon Stone       | Apresentaram a categoria de melhor edição de som                                                                                            |
| Denzel Washington                  | Apresentou o segmento do filme JFK |
| Geena DavisSusan Sarandon          | Apresentaram a categoria de melhor edição                                                                                                   |
| Dana CarveyMike Myers              | Apresentaram a categoria de melhor curta-metragem                                                                                           |
| Bela Fera Chip                     | Apresentaram as categorias de melhor curta-metragem em animação                                                                             |
| Demi Moore                         | Apresentou a categoria de melhor figurino                                                                                                   |
| Sylvester Stallone                 | Apresentou a categoria de melhor filme estrangeiro                                                                                          |
| Daryl HannahEdward James Olmos     | Apresentaram a categoria de melhor mixagem de som                                                                                           |
| John Candy                         | Introduziu a apresentação de "When You're Alone"                                                                                            |
| Tom Hanks                          | Apresentou o segmento dos prêmios Technical Achievement e Gordon E. Sawyer                                                                  |
| Spike LeeJohn Singleton            | Apresentaram as categorias de melhor documentário e melhor documentário de curta-metragem                                                   |
| Sally Field                        | Apresentou o segmento do filme Beauty and the Beast                                                                                         |
| Richard Gere                       | Apresentou a categoria de melhor fotografia                                                                                                 |
| Laura DernDiane Ladd               | Apresentaram a categoria de melhores efeitos visuais                                                                                        |
| Patrick Swayze                     | Introduziu um número de dança especial no momento em que foram anunciados os nomeados para melhor trilha sonora e apresentador da categoria |
| Jack Valenti                       | Apresentou a Audrey Hepburn |
| Audrey Hepburn                     | Apresentou o Oscar Honorário a Satyajit Ray                                                                                                 |
| John Lithgow                       | Apresentou o segmento do filme The Silence of the Lambs                                                                                     |
| Robert DuvallAnjelica Huston       | Apresentaram as categorias de melhor roteiro original e melhor roteiro adaptado                                                             |
| Kathy Bates                        | Apresentou a categoria de melhor ator |
| Shirley MacLaineLiza Minnelli      | Apresentaram a categoria de melhor canção                                                                                                   |
| Michael Douglas                    | Apresentou a categoria de melhor atriz |
| Jessica Tandy                      | Apresentou o segmento do filme The Prince of Tides                                                                                          |
| Kevin Costner                      | Apresentou a categoria de melhor diretor |
| Paul NewmanElizabeth Taylor        | Apresentaram a categoria de melhor filme |

### Performances (em ordem de aparição)
| Nome(s)                                | Função          | Performance |
| -------------------------------------- | --------------- | --- |
| Bill Conti                             | Arranjo musical | Orquestra |
| Billy Crystal                          | Performance     | Número de abertura: Beauty and the Beast (ao som da música-tema de The Patty Duke Show), The Silence of the Lambs (ao som de "The Shadow of Your Smile" de The Sandpiper), Bugsy (ao som de "Toot Toot Tootsie Goo' Bye" de The Jazz Singer), JFK (ao som de "Three Coins in the Fountain" de Three Coins in the Fountain) e The Prince of Tides (ao som de "Don't Rain on My Parade" de Funny Girl) |
| Paige O'HaraRichard White              | Performance     | "Belle" de Beauty and the Beast |
| Jerry Orbach                           | Performance     | "Be Our Guest" de Beauty and the Beast |
| Bryan Adams                            | Performance     | "(Everything I Do) I Do It for You" de Robin Hood: Prince of Thieves |
| Amber Scott                            | Performance     | "When You're Alone" de Hook |
| Peabo BrysonCeline DionAngela Lansbury | Performance     | "Beauty and the Beast" de Beauty and the Beast |

## Cerimônia

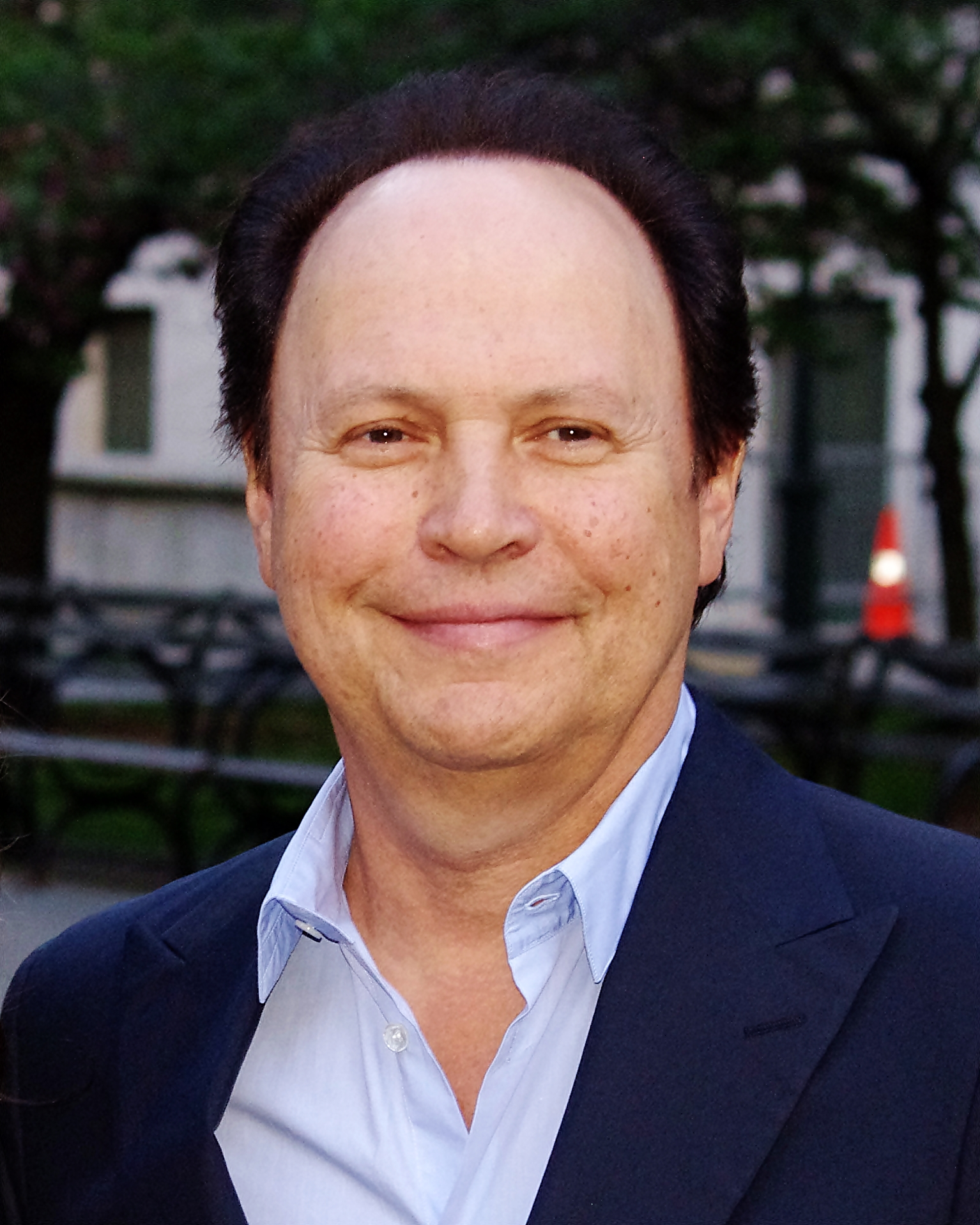
Billy Crystal, o anfitrião do evento.

Com base no sucesso alcançado pela cerimônia do ano anterior, a qual obteve recordes de audiência e vários prêmios Emmy, a AMPAS contratou novamente Gilbert Cates para produzir o evento pelo terceiro ano consecutivo. Ele batizou o evento de 1992 com a frase "Alegria Pura dos Filmes", sobre a qual explicou: "[Os] filmes nos proporcionam risos, romance, aventura e uma compreensão mais profunda de nós mesmos. Com todos os eventos extraordinários que estão acontecendo hoje, é maravilhoso que nós ainda podemos sair para assistir a um filme".
Um mês antes da premiação, Cates selecionou o ator e comediante Billy Crystal para apresentar a cerimônia pelo também terceiro ano consecutivo. De acordo com o colunista Army Archerd, da revista Variety, Crystal planejava realizar uma encenação de bungee jump como parte da abertura do evento; no entanto, o ato foi descartado devido aos altos custos que o seguro exigia da Academia e pelo fato de que ele contraíra o Influenzavírus A. Então, como consequência, o comediante deu início à premiação usando a máscara/focinheira de Hannibal Lecter, de The Silence of the Lambs, e carregado em uma maca de transporte por dois homens até o palco — exatamente do modo que se sucedeu à personagem em uma cena do filme.
Muitas outras figuras do meio cinematográfico participaram da produção da edição e seus eventos relacionados. A coreógrafa Debbie Allen supervisionou as performances dos indicados à categoria de Melhor Canção e produziu um número de dança para apresentar os nomeados à Melhor Trilha Sonora Original. O compositor Bill Conti atuou como diretor musical do evento. Em conjunto com o tema da premiação, Chuck Workman produziu uma filmagem em que se destacou cenas de filmes famosos lançados anos atrás e dos atuais.

### Bilheteria dos filmes indicados
No dia do anúncio dos filmes indicados, em 19 de fevereiro de 1999, o valor bruto somado pelas cinco obras na categoria principal era de 393 milhões de dólares, média de 78,7 milhões por filme. The Silence of the Lambs assegurou a maior bilheteria entre eles, totalizando 130,7 milhões de dólares em recibos de mercado doméstico. Em seguida, aparecem Beauty and the Beast (36,5 milhões); The Prince of Tides (59,3 milhões); JFK (58,1 milhões) e Bugsy (38,9 milhões).
Dos cinquenta filmes mais lucrativos do ano de 1992, quinze obras indicadas à cerimônia aparecem na lista. Apenas Silence of the Lambs (3.º), Beauty and the Beast (6.º), Cape Fear (10.º), The Prince of Tides (18.º), JFK (21.º), Boyz n the Hood (22.º), Thelma and Louise (27.º), The Fisher King (30.º) e Bugsy (32.º) foram indicados para Melhor Filme, Direção, Atuação ou Roteirista. Dos outros cinquenta que receberam indicações foram Terminator 2: Judgment Day (1.º), Robin Hood: Prince of Thieves (2.º), Hook (5.º), The Addams Family (7.º), Backdraft (12.º) e Star Trek VI: the Undiscovery Country (13.º).

### Protestos da comunidade LGBT
Vários dias antes da cerimônia, grupos ativistas LGBT como Queer Nation e Out in Film anunciaram planos para realizar um protesto em frente ao Dorothy Chandler Pavilion. As organizações criticaram as representações depreciativas e vergonhosas de homossexuais em filmes como The Silence of the Lambs, JFK e Basic Instinct. Rick Wilson, representante da Queer Nation, declarou que os manifestantes "impediriam os carros de irem ao Oscar. Será um estorvo" e anunciou planos para interromper a apresentação dentro do teatro. Em resposta às críticas, Gil Cates afirmou: "Qualquer um pode protestar contra qualquer coisa que quiser fora do evento". Mas disse que o padrão, "resposta genérica" a algo que acontece em frente às câmeras durante a cerimônia, "seria pular para um comercial". Além disso, Bob Werden, emissário da Academia, reiterou que, embora os planos de segurança não seriam tão rígidos quanto os do ano anterior, bombeiros e policiais estariam à disposição em caso de violências causadas pelos protestos.
No dia da transmissão por telvisão, diversos manifestantes carregaram vários cartazes que continham frases como "Pare com a Homofobia em Hollywood" e "Hollywood [sic] Pare de Censurar Nossas Verdadeiras Vidas Queer". No momento em que John Candy introduzia uma performance de "When You're Alone", um homem, que comprara ingressos para assistir à cerimônia, clamou em alta voz, como forma de protesto, as estatísticas sobre número de infectado pela AIDS. O manifestante foi imediatamente retirado do local por seguranças; seus comentários, contudo, não puderam ser ouvidos durante a apresentação do programa.

### Avaliações críticas
A exibição recebeu avaliações positiva por parte da mídia. A crítica de cinema Janet Maslin, do The New York Times, elogiou o fato de a transmissão ser "estranhamente animada". Também aplaudiu o anfitrião, dizendo que seu monólogo de abertura "define o tom inteligente e iconoclasta da noite". O colunista Scott Williams, da Associated Press, escreveu que "Crystal estava encantador desde o momento em que foi levado ao palco e caminhou até a platéia usando a máscara do demoníaco Hannibal 'The Cannibal' Lecter." Para o jornal Orange County Register, Ray Richmond comentou que o comediante "é um anfitrião do Oscar tão magnífico que este trabalho deveria ser seu na ocasião que ele quisesse".

### Recepção e audiência
Em seu país de origem, a transmissão da ABC atraiu uma média de 44,44 milhões de telespectadores no decorrer do evento, número que representou um aumento de 5 por cento em relação à premiação do ano anterior. Pelo Nielsen Ratings, também obteve números superiores ao Oscar 1991, com 29,84 por cento dos televisores sintonizados na rede, total de 50,26 pontos. Além do mais, numa restrição demográfica, apenas entre os espectadores de 18 a 49 anos, a edição contabilizou 39,51 pontos.
Em julho daquele ano, a apresentação da cerimônia recebeu nove indicações à 44.ª edição do Prêmio Emmy, na qual venceu em três categorias: as de Melhor Roteiro para um Programa de variedades, música ou comédia (Hal Kanter, Buz Kohan, Billy Crystal, Marc Shaiman, Robert Wuhl, Bruce Vilanch), Melhor Direção em um Musical (Bill Conti, Jack Eskew, Julie Giroux, Ashley Irwin, Hummie Mann) e Melhor Figurino em um programa de variedade ou música (Raymond Aghayan).